# Nicoletta Costa
Nicoletta Costa (Trieste, Itàlia, 1953) és una reconeguda il·lustradora de llibres infantils.

## Biografia
Nicoletta Costa va néixer el 1953 a Trieste, on actualment hi viu i treballa. Graduada en Arquitectura a la universitat de Venècia l'any 1978, ha dedicat la seva vida a escriure i il·lustrar llibres infantils. Amb només dotze anys, va demostrar en un concurs el seu talent en el món de la il·lustració amb un estil senzill que estimula l'aprenentatge dels més petits. Ha guanyat nombrosos premis, entre els quals destaquen la Ploma d'Or de Belgrad l'any 1988 i el premi Andersen l'any 1994 al millor il·lustrador.

## Obres
Ha publicat diverses obres a la col·lecció Primeres Pàgines del segell Castellnou Infantil i Juvenil (Castellnou Edicions). Aquests són els seus títols:

### Lletra lligada
- L'arbre Arxivat 2016-03-04 a Wayback Machine. Jan 2009 ISBN 978-84-8962-510-5
- L'arbre presumit[Enllaç no actiu] 2009 ISBN 978-84-8962-505-1
- El núvol Ot i la neu Arxivat 2012-06-10 a Wayback Machine. 2009 ISBN 978-84-8962-516-7
- Un concert per al núvol Ot Arxivat 2016-03-03 a Wayback Machine. 2009 ISBN 978-84-8962-513-6

### Lletra de pal
- L'arbre Arxivat 2016-03-04 a Wayback Machine. Jan 2009 ISBN 978-84-8962-551-8
- L'arbre presumit[Enllaç no actiu] 2009 ISBN 978-84-8962-546-4
- El núvol Ot i la neu Arxivat 2012-06-10 a Wayback Machine. 2009 ISBN 978-84-8962-557-0
- Un concert per al núvol Ot Arxivat 2016-03-03 a Wayback Machine. 2009 ISBN 978-84-8962-554-9